# Pantaleone (monaco)

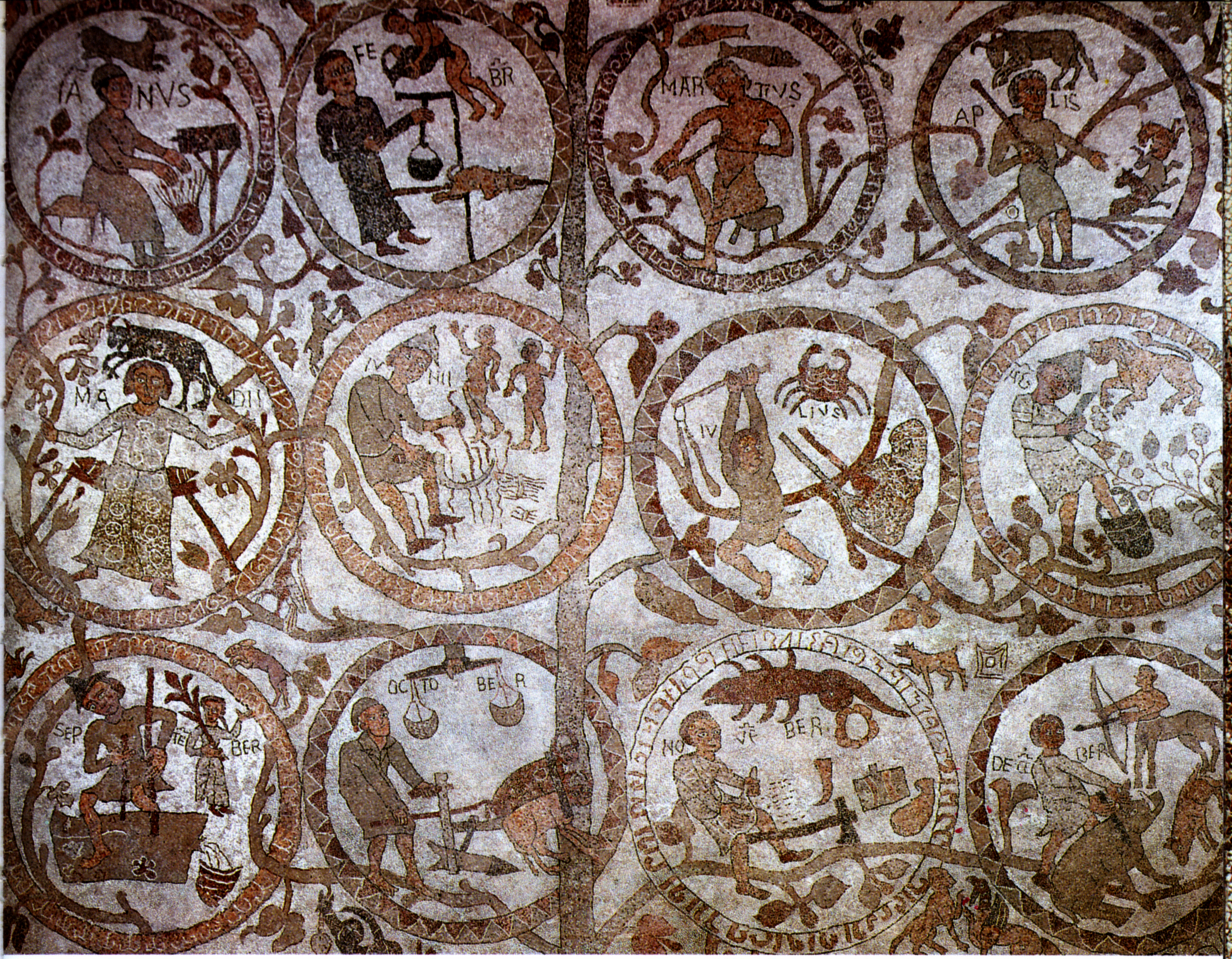
Lo zodiaco, particolare del pavimento della cattedrale di Otranto

Pantaleone (XII secolo) è stato un presbitero e mosaicista italiano.

## Biografia
Pantaleone è celebre per aver realizzato, fra il 1163 e il 1165, il mosaico pavimentale musivo della Cattedrale di Otranto. Non si conoscono i suoi dati anagrafici, ma nel mosaico di Otranto sono presenti quattro iscrizioni in cui l'autore dell'opera (realizzata su commissione del vescovo di Otranto Gionata) viene indicato come Pantaleonis presbiteri. Si può perciò desumere che Pantaleone fosse un religioso, probabilmente non un presbitero ma un chierico o un monaco.
Il nome Pantaleone suggerisce che l'artista fosse di origine greca o bizantina. La padronanza della tecnica del mosaico, nonché la poliedrica conoscenza che traspare dall'opera, ha portato a collegare la sua figura al Monastero di San Nicola di Casole, fondato nell'XI secolo dai monaci basiliani. Sebbene non sia possibile stabilire con certezza se Pantaleone fosse in effetti un monaco, è possibile ipotizzare che la sua formazione sia avvenuta nel cenobio idruntino, vero e proprio crocevia culturale dell'epoca e sede di un'importante biblioteca.
L'immaginario ravvisabile nel mosaico di Otranto sembra infatti attingere contemporaneamente alla cultura classica, alla teologia medievale e alla moderna (per l'epoca) visione bizantina del potere; il carattere allegorico ed enciclopedico dell'opera è fortemente influenzato dal Physiologus, testo egiziano del IV secolo molto diffuso nei cenobi basiliani.
Non si hanno notizie sul luogo di morte e sepoltura di Pantaleone.